# Jerzy Kukuczka

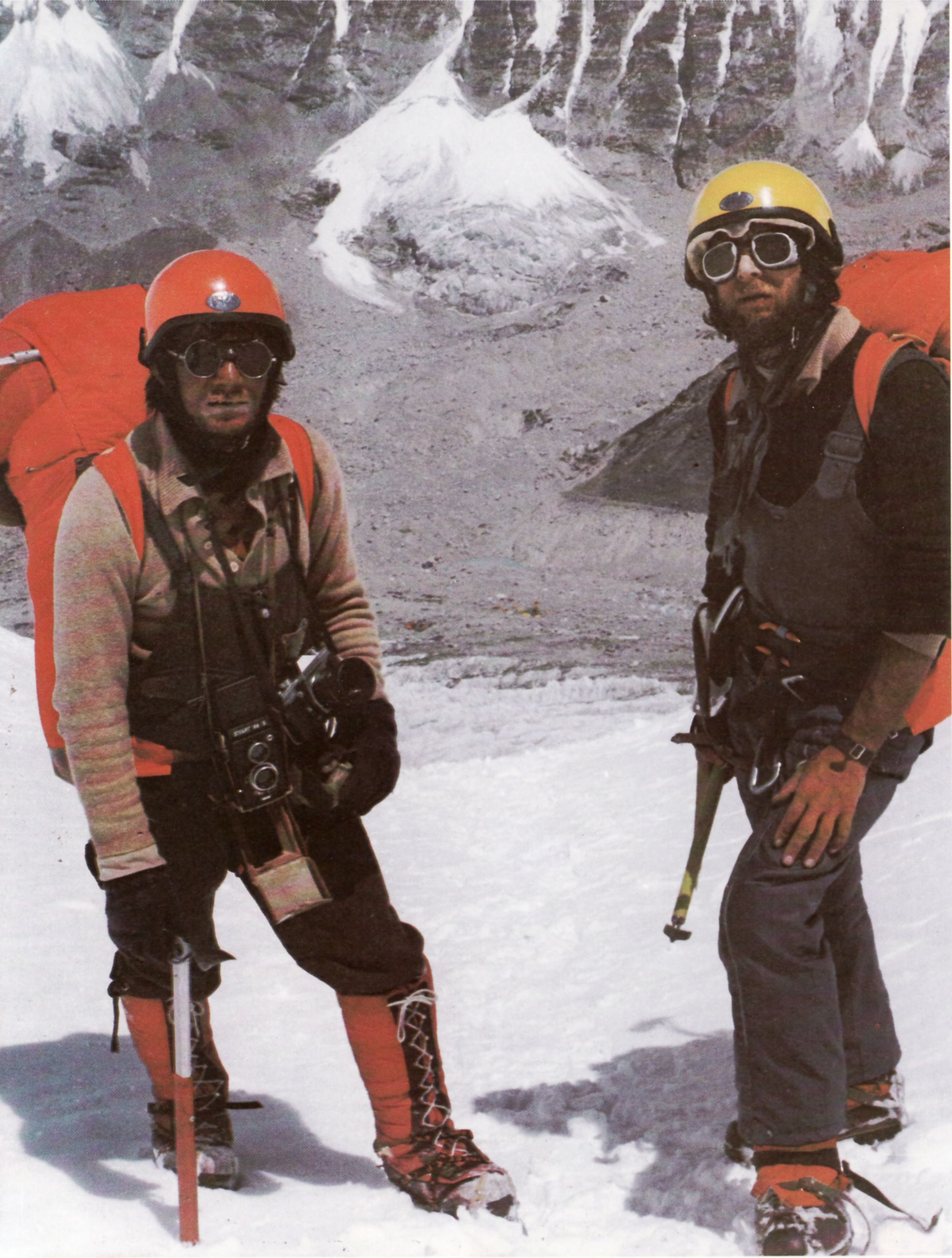
Jerzy Kukuczka och Andrzej Czok på Mount Everest 1980

Józef Jerzy ”Jurek” Kukuczka, född 24 mars 1948 i Katowice, Polen, död 24 oktober 1989 på berget Lhotse i Himalaya, var en bergsbestigare. 

## Bakgrund
Jerzy föddes i Polen under hårda förhållanden i ett land präglat av kommunismen. Han började arbeta under jord i en gruva. Medan han firade sig upp och ned för väggarna i gruvan föddes hans intresse för klättring. Men att resa till andra länder för att klättra var allt annat än lätt. Han var fattig och det fanns få företag som ville sponsra en då okänd bergsklättrare. Under den här tiden var det dessutom väldigt svårt att få ett visum för alla människor i Polen. Jerzy reste dock i väg, men med en utrustning som de flesta inte ansåg acceptabel. Hans klättringsutrustning, kök, kläder, etc. var ofta antingen hemmagjorda eller köpta i andrahand. Även när han hade blivit berömd använde han sig av denna spartanska utrustning, vilket kom att bli hans död. För att ha råd att göra sina bestigningar smugglade Jerzy, tillsammans med sina klättringskollegor, ibland saker ut ur landet, bl.a. vodka. Efter att han hade bestigit alla 14 berg med 8000-meterstoppar belönades han och Reinhold Messner med en IOK-hedersmedalj i guld vardera.
Det som får Jerzy att sticka ut från mängden, förutom alla hans bestigningar, är hans vilja och psyke. Hans klättringspartner Voytek Kurtyka har många gånger sagt att Jerzy aldrig visade något tecken på rädsla, även i de mest extrema situationer, och att han kunde uthärda mer smärta än någon annan människa.

## Bestigningar
Jerzy blev den andra människan, efter Reinhold Messner, att bestiga alla 14 berg över 8000 meter. Men till skillnad från Messner, som var tvungen att kämpa i 16 år för att bestiga bergen, gjorde Jerzy sina bestigningar på bara åtta år med en utrustning som få bergsbestigare skulle anse adekvat. Under sina fjorton bestigningar skapade Jerzy nio nya leder, han besteg ett berg solo, fyra i alpin stil och fyra under vintertid.

### Lhotse
Berget Lhotse blev Jerzys första 8000-metersberg. Men också hans sista. När han stod på toppen av det för första gången stirrade han ut över bergets obestigna sydsida. Kanske väcktes redan då en längtan efter att vara först i världen att klättra den. 1989 var han tillbaka på berget, men på sydsidan. Han använde sin gamla, raggliga utrustning, trots att hans framgångar inom klättringen och hans bok, My Vertical World, hade gjort honom betydligt mycket rikare än när han började klättra. På en marknad i Katmandu hade han köpt ett andrahandsrep. När han var på ca 8200-meters höjd använde han sig av det för att säkra sig själv. Repet gick av och Jerzy föll till sin död. Hans kropp har aldrig hittats.

### Everest
Den 23 maj 1980 begav sig Jerzy iväg till Mount Everest. Hans mål var att skapa en helt ny led på ”The South Pillar”. Han lyckades, men använde sig av extra syrgas. Han ansåg emellertid att syrgas inte kunde ses som acceptabelt. Därför kom detta att bli den första och enda gången som han använde sig av det.

### K2
Jerzy reste för att bestiga K2 tillsammans med sin klättringspartner Piotrowski. Målet var att skapa en helt ny led på berget. Leden som de till slut skapade gick på sydsidan via ett extremt lavinfarligt och svårforcerat område, som dessutom var väldigt svårklättrat, där man kunde dö när som helst; vissa partier betecknas idag som "suicidal", bl.a. av Reinhold Messner. Tillsammans nådde de båda klättrarna toppen den 7 juli. Men på nedvägen föll Piotrowski till sin död vid ”the Abruzzi Spur”. Till dags datum har ännu ingen lyckats göra en repetition av den här leden.

### Bestigna berg
- 1979 – Lhotse
- 1980 – Mount Everest, ny led
- 1981 – Makalu, ny led, solo
- 1982 – Broad Peak, alpin stil
- 1983 – Gasherbrum II, ny led, alpin stil
- 1983 – Gasherbrum I, ny led, alpin stil
- 1984 – Broad Peak, ny led, alpin stil
- 1985 – Dhaulagiri, första vinterbestigningen
- 1985 – Cho Oyu, första vinterbestigningen, ny led
- 1985 – Nanga Parbat, ny led
- 1986 – Kanchenjunga, första vinterbestiningen
- 1986 – K2, ny led, alpin stil
- 1986 – Manaslu, ny led, alpin stil
- 1987 – Annapurna, första vinterbestigningen
- 1987 – Shisha Pangma, ny led, alpin stil
- 1989 - Lhotse. Han omkom i samband med nedstigningen.